# Dendropsophus mathiassoni
Dendropsophus mathiassoni är en groddjursart som först beskrevs av Cochran och Coleman J. Goin 1970.  Dendropsophus mathiassoni ingår i släktet Dendropsophus och familjen lövgrodor. IUCN kategoriserar arten globalt som livskraftig. Inga underarter finns listade i Catalogue of Life.